# Salzfässchen

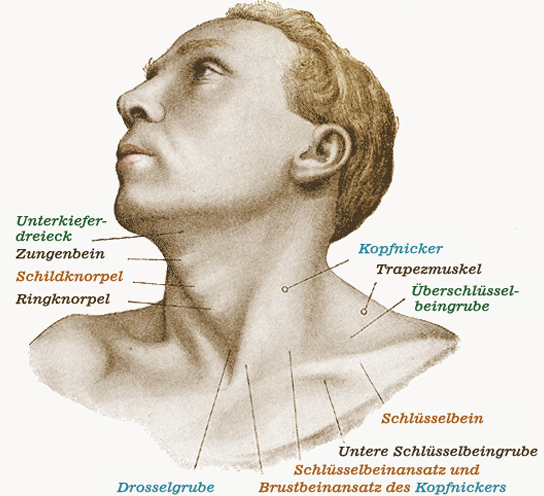
Oberflächliche Halskonturen

Salzfässchen (Fossa supraclavicularis, „Überschlüsselbeingrube“) werden die Vertiefungen genannt, die sich oberhalb des Brustkorbs hinter den Schlüsselbeinen insbesondere bei Frauen ergeben. Sie sind nicht zu verwechseln mit der mittig unterhalb des Kehlkopfes liegenden Drosselgrube (Fossa jugularis).
Salzfässchen sind bei aufrechter Körperhaltung insbesondere bei schlanken Menschen mit hervorstehenden Schlüsselbeinen zu beobachten. Sie können jedoch auch durch bewusstes Vorklappen der Schulterblätter erzeugt werden.